# Michael Bivins
Michael Lamont Bivins, född 16 november 1968 i Boston, Massachusetts, är en amerikansk sångare, rappare, manager och producent som är en av grundarna till New Edition och Bell Biv DeVoe.[källa behövs]